# Stazione di Napoli Piazza Garibaldi
Napoli Piazza Garibaldi è una stazione ferroviaria della linea 2 del servizio ferroviario metropolitano di Napoli.

## Storia
La stazione entrò in servizio il 20 settembre 1925, con l'attivazione del passante ferroviario di Napoli tra Pozzuoli Solfatara e Napoli (la cosiddetta "metropolitana"). Si trattava di una stazione in trincea a 4 binari, sottostante al vecchio fabbricato viaggiatori di Napoli Centrale del 1866, resosi libero grazie allo spostamento dei binari di superficie verso est.
In origine indicata come "piazzale basso" della stazione centrale, assunse la denominazione di "Piazza Garibaldi" il 12 maggio 1927. Dopo la seconda guerra mondiale, in seguito alla costruzione del nuovo fabbricato viaggiatori di Napoli Centrale (1954–60) e al conseguente abbattimento di tutti i fabbricati preesistenti, il "trincerone" della stazione venne coperto, consentendo di ampliare notevolmente la piazza soprastante.
Dal 27 marzo 2017 è divenuta una fermata impresenziata.

## Strutture e impianti
La stazione, sotterranea, è situata nella piazza omonima, al di sotto la stazione di Napoli Centrale ed è accessibile da essa. È inoltre adiacente alla stazione di Napoli Garibaldi della Circumvesuviana e alla fermata Garibaldi della linea 1 della metropolitana.
Originariamente i binari erano 4. A partire dall'autunno 2015 il piazzale di stazione è stato rimodulato con la rimozione dei preesistenti binari 1 e 4, mentre i binari 2 e 3 (quelli centrali) sono stati spostati lateralmente e rinumerati come 1 e 2 ampliando contemporaneamente le banchine laterali. La banchina centrale è stata destinata al solo utilizzo di servizio e interdetta al pubblico e la preesistente scala mobile è stata rimossa.

## Movimento
La stazione è attualmente servita dai treni della linea 2 del servizio ferroviario metropolitano di Napoli, ma in passato era utilizzata anche da alcuni treni a lunga percorrenza, diretti oltre Napoli, per evitare i perditempi tecnici occorrenti per l'inversione di marcia del treno nella soprastante stazione di Napoli Centrale i cui binari sono di testa. 

## Interscambi
- Stazione ferroviaria (Napoli Centrale)
- Stazione ferroviaria Circumvesuviana (Napoli Garibaldi)
- Fermata metropolitana (Garibaldi, linea 1)
- Fermata tram (linee 1 e 2)
- Fermata filobus
- Fermata autobus
- Stazione taxi

## Servizi
La stazione dispone di:
- Biglietteria
- Bar

## Galleria d'immagini

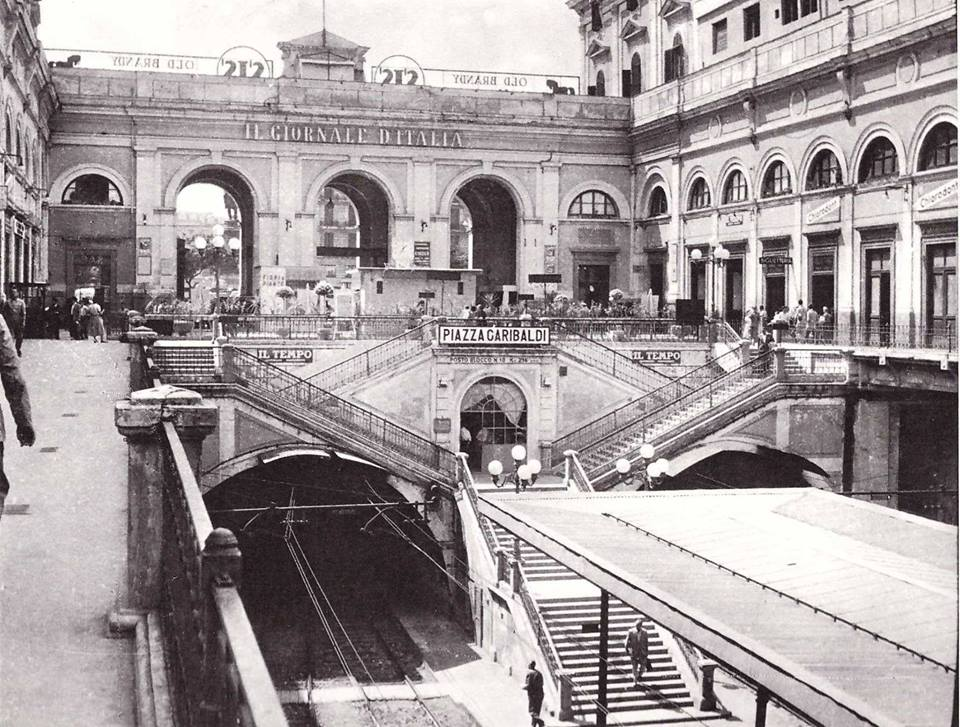
La stazione di Napoli Piazza Garibaldi prima della copertura della trincea
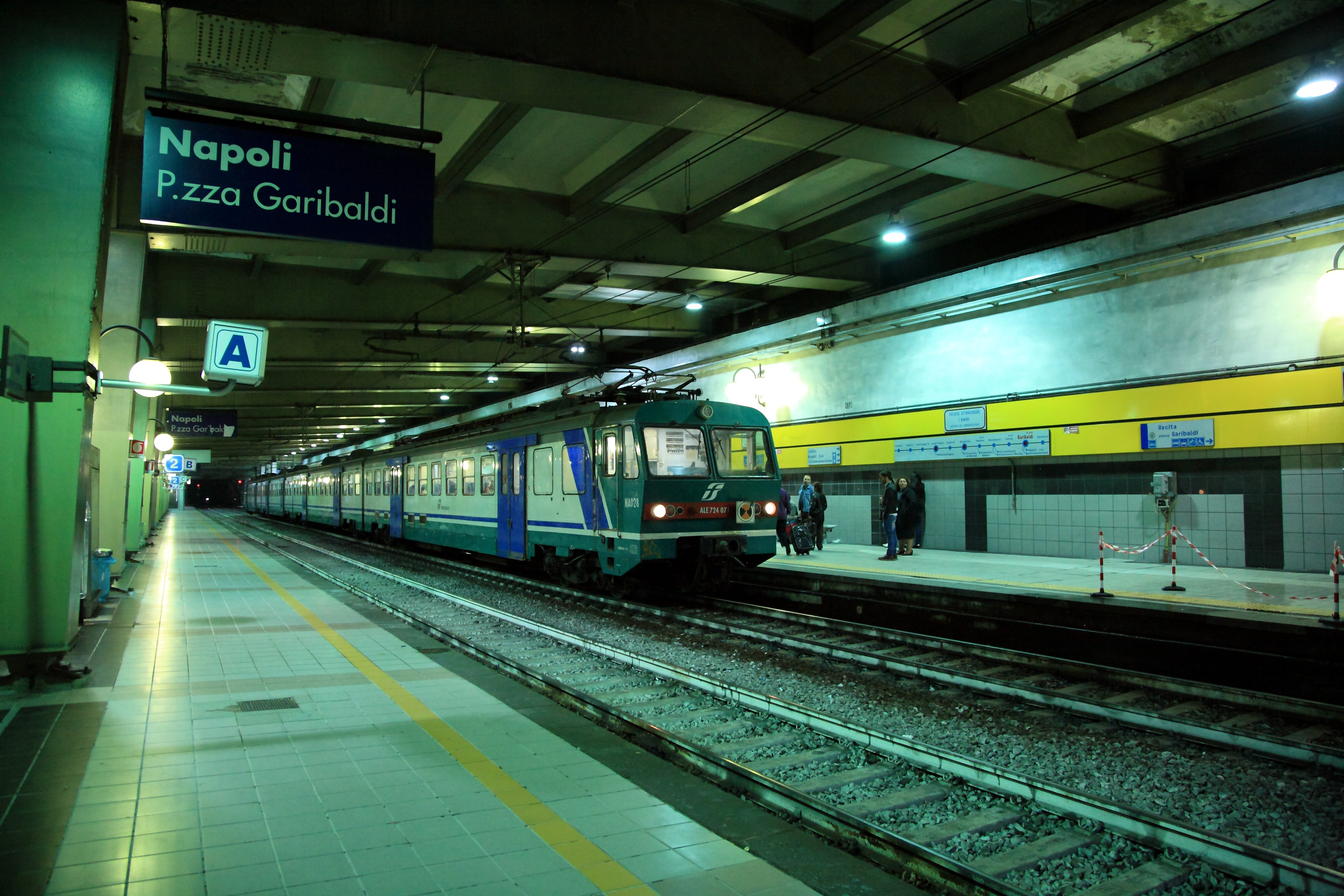
La stazione nel 2011